# Gilbert Kaiser
Gilbert Kaiser (ur. 20 kwietnia 1949) – liechtensteiński strzelec, olimpijczyk.
Uczestnik Letnich Igrzysk Olimpijskich 1988. Startował wyłącznie w karabinie pneumatycznym z 10 m, w którym zajął 42. miejsce wśród 46 zawodników.

## Wyniki

### Igrzyska olimpijskie
| Igrzyska  | Konkurencja                | Wynik                        | Miejsce | Źródło |
| --------- | -------------------------- | ---------------------------- | ------- | ------ |
| Seul 1988 | Karabin pneumatyczny, 10 m | 574 pkt. (97–95–96–93–95–98) | 42      | [ 1 ]  |